# Markus C. Kerber
Markus C. Kerber (ur. 1956 we Bielefeld, Niemcy) – niemiecki ekonomista, adwokat i wykładowca akademicki; od 2006 roku profesor finansów publicznych i polityki gospodarczej w Instytucie Ekonomii i Prawa Gospodarczego na Wydziale Zarządzania Uniwersytetu Technicznego w Berlinie (niem. Institut Volkswirtschaft & Wirtschaftsrecht Technische Universität Berlin). W 1998 roku założył interdyscyplinarny think tank Europolis, którego celem jest stworzenie nowych podwalin pod europejski porządek polityczny.

## Życiorys
Markus C. Kerber studiował od roku 1975 nauki prawne na Uniwersytecie w Bielefeld. W dniu 18 stycznia 1982 roku złożył niemiecki państwowy egzamin prawniczy drugiego stopnia i został asesorem prawa. W latach 1984–1985 ukończył studia podyplomowe z zakresu reformy prawa podatkowego, reformy międzynarodowych rynków kapitałowych i finansowych oraz handlu zagranicznego na École nationale d’administration (ENA). W roku 1986 obronił rozprawę doktorską na temat „Die Unternehmensentflechtung nach dem GWB: ein Beitrag zur Dogmatik von § 24 VI, VII GWB aus wettbewerbs-, gesellschafts- und verfassungsrechtlicher Sicht” i uzyskał tytuł doktora nauk prawnych.
Od roku 1982 pracował Kerber jako radca rządu niemieckiego w Federalnym Urzędzie Kartelowym (niem. Bundeskartellamt) zajmując się kontrolą koncentracji przedsiębiorców. Od roku 1985 kontynuował karierę zawodową we francuskim ministerstwie finansów w Departamencie Konkurencji i Rynków Kapitałowych. Od 1986 Kerber był czynny jako referent europejski w niemieckim Federalnym Urzędzie Kartelowym. Reprezentował niemiecki Federalny Urząd Kartelowy w podkomisji doradczej Europejskiej Komisji ds Konkurencji. Od roku 1986 do 1989 pracował dla Banque Indosuez in Paris jako dyrektor German Desk, a w latach 1990–1991 dla Bankers Trust International w Londynie jako Head of European Equity Group.
Od roku 1991/92 pracuje Kerber jako doradca ekonomiczny i adwokat w Berlinie, Paryżu, Brukseli i Londynie.
W roku 2001 ukończył postępowanie habilitacyjne na Wydziale Ekonomicznym Uniwersytetu Technicznego w Berlinie pracą na temat „Der verdrängte Finanznotstand – Zur finanzpolitischen Verantwortlichkeit von Parlament und Regierung sowie zur Rolle des Bundes als Hüter der finanzwirtschaftlichen Souveränität”.
Jest członkiem Clausewitz-Gesellschaft posiadając niemiecki stopień wojskowy majora rezerwy.

## Myśl polityczna
W związku ze światowym kryzysem ekonomicznym proponował Kerber w roku 2012 zachować walutę euro, ale dodatkowo wprowadzić Nord-Euro – Kerber nazwał tę proponowaną przez siebie nową walutę „Guldenmark”.

## Działalność naukowa
Od roku 1987 został Kerber wykładowcą HEC Paris, a od roku 1997 prowadził wykłady dla cedep – INSEAD, Fontainebleau. W roku 1999 podjął się prowadzenia wykładów na r Führungsakademie der Bundeswehr i prowadził seminarium „Rüstungsbeschaffung”. W semestrze zimowym 2001/2002 przeprowadził Kerber cykl wykładów (Institutionelle Aspekte öffentlicher Finanzwirtschaft) na Uniwersytecie w Bielefeld, a od roku 2006 został profesorem Uniwersytetu Technicznego w Berlinie, Wydziału VII – Gospodarka i Zarządzanie, Instytutu Ekonomii i Prawa Gospodarczego. Kerber prowadzi także regularnie wykłady z europejskiego prawa antymonopolowego w Szkole Głównej Handlowej w Warszawie.

## Publikacje
- Verteidigung, Wirtschaft und internationaler Status. Verlag Wissenschaft und Politik, Ludwigsburg 1993, ISBN 3-928238-30-2 (Dissertation).
- Europa ohne Frankreich? Suhrkamp, Frankfurt am Main 2006, ISBN 3-518-12100-6.
- Der verdrängte Finanznotstand. Zur finanzpolitischen Verantwortlichkeit von Parlament und Regierung sowie zur Rolle des Bundes als Hüter der finanzwirtschaftlichen Souveränität. Springer, Berlin 2002, ISBN 3-540-42944-1.
- Der Verfassungsstaat ist ohne Alternative. Die Verfassungsbeschwerden gegen den Eurostabilisierungsmechanismus sowie gegen die Griechenland-Hilfe. Lucius & Lucius, Stuttgart 2010, ISBN 978-3-8282-0520-8.
- Mehr Wettbewerb wagen. Ein Konzept zur Reform der europäischen Währungsunion. Lucius & Lucius, Stuttgart 2010, ISBN 978-3-8282-0566-6.
- Wehrt euch, Bürger! Wie die Europäische Zentralbank unser Geld zerstört. FinanzBuch, München 2015, ISBN 978-3-89879-925-6.